# مستشفى كاريتاس للأطفال
مستشفى كاريتاس للأطفال هو مستشفى خيري فلسطيني يختص في طب الاطفال ويقع في مدينة بيت لحم جنوب الضفة الغربية، تأسس عام 1953 وتبلغ قدرته السريرية 82 سريراً. يتبع المستشفى لمنظمة إغاثة أطفال بيت لحم الخيرية في سويسرا منذ عام 1963.

## التاريخ
تأسس المستشفى في عام 1953 على يد عاملة الكاريتاس هيدويغ فيتر، والكاهن إرنست شنايدريغ، وطبيب الأطفال أنطوان دبدوب. بدأ المستشفى بـ 14 طفلاً من مخيم عايدة للاجئين قرب بيت لحم، حيث كانوا يتلقون العلاج في غرفتين مستأجرتين. منذ عام 1969، تم ربط المستشفى بأوامر مختلفة من الراهبات، بما في ذلك وسام الصليب المقدس والأخوات الفرنسيسكانيات إليزابيثيات في بادوفا (منذ عام 1975)؛ اعتبارًا من عام 2025، يستضيف المستشفى راهبات من أخوات المحبة.

### جائحة كوفيد 19
خلال جائحة كوفيد 19 والتي بدأت في الأراضي الفلسطينية من بيت لحم، اختير المستشفى كمكان لإجراء الفحوصات الخاصة بفيروس كوفيد 19 لمنطقة بيت لحم.

### حرب غزة
جراء حرب الإبادة ضد الشعب الفلسطيني في قطاع غزة والتي بدأت عام 2023، افتتح المستشفى خطًا هاتفيًا لتقديم المشورة الطبية للمرضى والأسر غير القادرين على زيارة المستشفى بسبب إغلاق الطرق بين مدن الضفة الغربية بواسطة الجيش الإسرائيلي. كما قام فريق العمل الاجتماعي بالمستشفى بتقييد زياراتهم المنزلية لتشمل الحالات الأكثر خطورة فقط، بسبب "عدم اليقين على الطرق".
اعتبارًا من مايو 2024، استقبل المستشفى سبعة أطفال من غزة؛ كانوا يتلقون العلاج في مستشفيات القدس قبل اندلاع الحرب، ولم يتمكنوا من العودة إلى ديارهم بسبب إسرائيل.

## الخدمات
تتضمن خدمات المستشفى وحدة الطوارئ ووحدة العناية المركزة وجناح الأطفال حديثي الولادة وجناح المراقبة. وتضمنت الأقسام المتخصصة أمراض القلب، والغدد الصماء، واضطرابات التغذية والبلع، وأمراض الجهاز الهضمي، والأمراض الوراثية والأيضية، وأمراض الدم، والصحة العقلية، وأمراض الكلى، وأمراض الأعصاب، والتغذية، وجراحة العظام، وأمراض الرئة، وأمراض الروماتيزم، وأمراض المسالك البولية.
يقدم المستشفى أيضًا خدمات التشخيص (المختبر والأشعة والفحوصات المتخصصة) والخدمات الطبية المساعدة (الخدمات الغذائية والصيدلة والعلاج الطبيعي) والدعم الاجتماعي (الخدمات الاجتماعية وإقامة الأمهات، وغرفة ألعاب للأطفال).
يخدم المستشفى حوالي 50.000 طفل سنويًا، من حديثي الولادة إلى سن 18 عامًا.